# حميراء زرقاء الجبهة
حميراء زرقاء الجبهة (الاسم العلمي: Phoenicurus frontalis) (بالإنجليزية: Blue-fronted Redstart)‏ هو نوع من الطيور يتبع جنس الحميراء من فصيلة خاطفات الذباب.